# Hrabstwo Larimer
Hrabstwo Larimer (ang. Larimer County) – hrabstwo w stanie Kolorado w Stanach Zjednoczonych, na północnym krańcu pasma górskiego Front Range. Hrabstwo zajmuje powierzchnię 6819 km². Według szacunków United States Census Bureau w roku 2020 liczyło 359 066 mieszkańców. Siedzibą administracyjną hrabstwa jest Fort Collins.
W hrabstwie znajduje się archeologiczne stanowisko Lindenmeier, które uważane jest za najbardziej znany dowód prehistorycznej kultury Folsom.

## Miasta
- Fort Collins
- Loveland
- Berthoud
- Estes Park
- Timnath
- Wellington

## CDP
- Red Feather Lakes
- Laporte

## Sąsiednie hrabstwa
- Hrabstwo Laramie, Wyoming — północny wschód
- Hrabstwo Weld — wschód
- Hrabstwo Boulder — południe
- Hrabstwo Grand — południowy zachód
- Hrabstwo Jackson — zachód
- Hrabstwo Albany, Wyoming — północny zachód

## Demografia

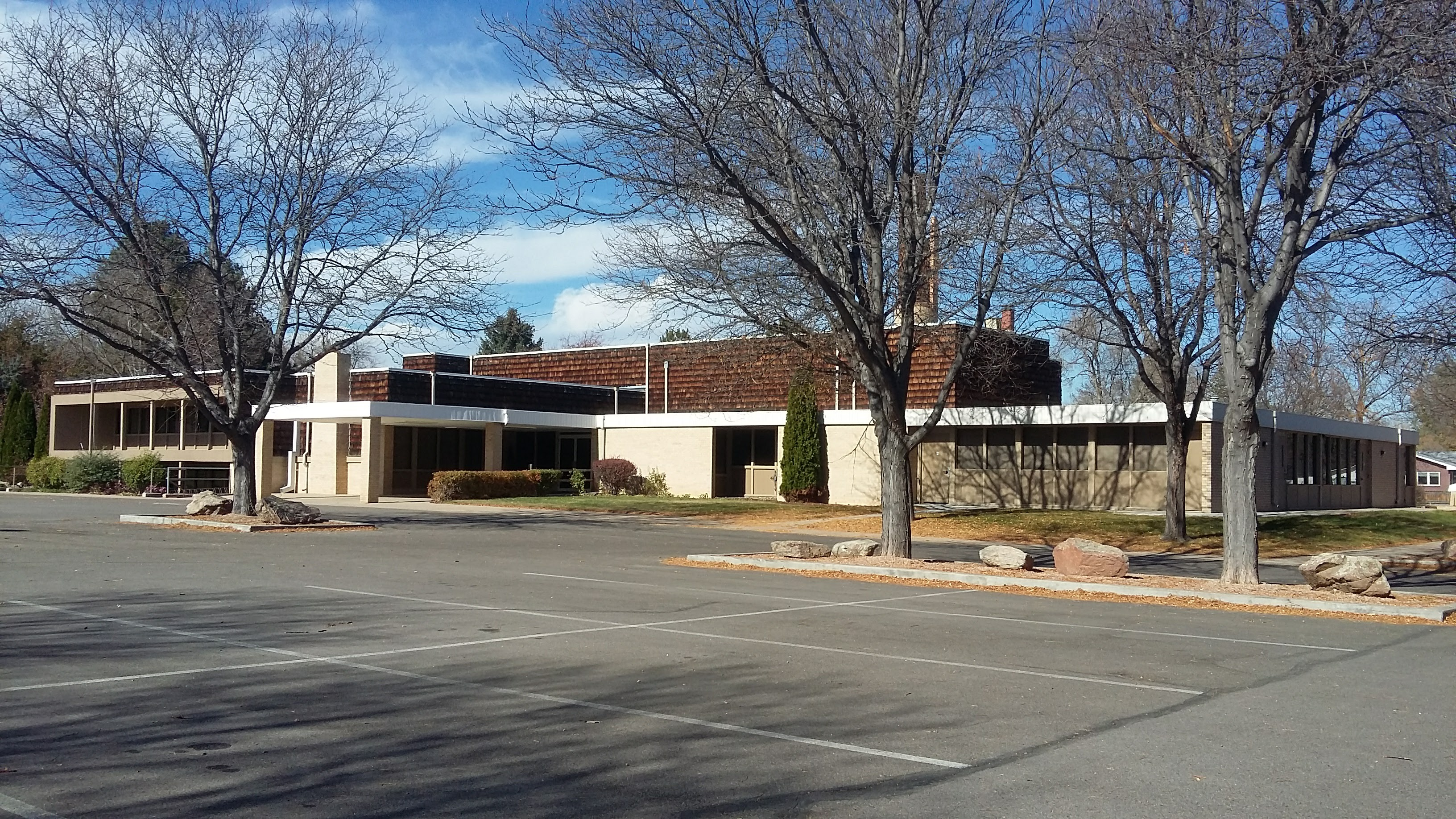
Bezdenominacyjny kościół w Fort Collins.

W latach 2010–2020 populacja hrabstwa wzrosła o 19,8% do 359 tys. mieszkańców, w tym 92,6% to byli biali. Latynosi stanowili zaledwie 11,9% populacji, znacznie poniżej średniej stanu Kolorado. 2,4% miało pochodzenie azjatyckie. 
Pod względem religijnym w 2010 roku największą grupę stanowią osoby niestowarzyszone w żadnym związku wyznaniowym. Największą grupą religijną byli protestanci (24,7%), a wśród nich przeważali: ewangelikalni bezdenominacyjni (6,4%), zielonoświątkowcy (4,7%) i luteranie (3,5%). Największą denominacją jest Kościół katolicki (11,8%), a na kolejnym miejscu plasują się mormoni (3,0%). Inne religie miały mniej niż 1% wyznawców.